# 赤沼 (函館市)
赤沼（あかぬま）とは、北海道函館市にある沼である。

## 概要
函館市を流れる亀田川の源流部、赤井川の上流部付近にある沼。新中野ダムから約6km上流に位置する。赤土により水が赤く見えるのでそう呼ばれている。袴腰岳から深く潜流した地下水が湧出して形成したもので、地下の褐鉄鉱を噴き上げて周囲に堆積し、沼を形成したもので、その下流にも広大な鉱床を形成した。霊場として信仰の場になっている。